# René Maugé
René Maugé Mosquera (Quito, 16 de enero de 1938) es un abogado y político ecuatoriano que participó como candidato en las elecciones presidenciales de 1978 y de 1984.

## Biografía
Nació el 16 de enero de 1938 en Quito, provincia de Pichincha. Realizó sus estudios secundarios en el Colegio Salesiano Cristóbal Colón y los superiores en la Universidad de Guayaquil, donde obtuvo el título de abogado.
En su juventud trabajó como profesor de la Universidad Laica Vicente Rocafuerte y de la Universidad de Guayaquil. También fue secretario general del Partido Comunista del Ecuador.
Participó fallidamente como candidato a la presidencia de la república en las elecciones de 1978 y de 1984, en ambas ocasiones bajo la bandera del Frente Amplio de Izquierda (FADI).
En las elecciones legislativas de 1986 fue elegido diputado nacional en representación de Pichincha por el FADI. En las elecciones de 1988 volvió a ganar una curul como diputado nacional (periodo 1988-1992) por el mismo partido.
Para las elecciones legislativas de 1998 fue elegido para un tercer periodo, esta vez por el partido Izquierda Democrática.
En enero de 2007 fue nombrado vicepresidente del Tribunal Supremo Electoral (TSE) como cuota de la Izquierda Democrática. En marzo del mismo año fue uno de los vocales del TSE que votó a favor de la destitución de los 57 diputados que habían intentado bloquear la consulta popular convocada por el presidente Rafael Correa para decidir la instauración de una Asamblea Constituyente.
En años posteriores se desempeñó como asesor de Domingo Paredes, presidente del Consejo Nacional Electoral (CNE), director de la comisión de apoyo para la selección del Consejo de Participación Ciudadana y Control Social y coordinador de Organizaciones Políticas del CNE.